# Biathlon-Weltcup 1982/83
In der Saison 1982/83 wurde der Biathlon-Weltcup zum 6. Mal ausgetragen. Die Wettkampfserie bestand aus jeweils fünf Einzel- und Sprintrennen sowie drei Staffelrennen für Männer und wurde an vier Veranstaltungsorten ausgetragen. Die vier Weltcupveranstaltungen fanden in Ruhpolding, Antholz, Lahti und Oslo statt. Die Weltmeisterschaften wurden, bereits zum dritten Mal, im italienischen Antholz ausgetragen. Im Gegensatz zu den nachfolgenden Jahren, zählten die Ergebnisse zur Weltcup-Wertung. Erst 1995 gingen die Ergebnisse Weltmeisterschaften wieder in die Weltcupwertung ein. Der für Oberhof geplante Weltcup konnte dort aufgrund von Schneemangel nicht ausgetragen werden und wurde deswegen nach Antholz verlegt.
Den Gesamtweltcup bei den Männern gewann Peter Angerer vor Eirik Kvalfoss und Frank Ullrich.
In dieser Saison wurde erstmals ein Biathlon-Europacup für Frauen ausgetragen. Allerdings wurde die erste Weltcupstation gestrichen, so dass nur die Rennen im finnischen Lappeenranta stattfanden.

## Resultate
| 1. Weltcup in Ruhpolding, 27. bis 30. Januar 1983 | 1. Weltcup in Ruhpolding, 27. bis 30. Januar 1983 | 1. Weltcup in Ruhpolding, 27. bis 30. Januar 1983                                            | 1. Weltcup in Ruhpolding, 27. bis 30. Januar 1983                            | 1. Weltcup in Ruhpolding, 27. bis 30. Januar 1983 |
| ------------------------------------------------- | ------------------------------------------------- | -------------------------------------------------------------------------------------------- | ---------------------------------------------------------------------------- | ------------------------------------------------- |
| Datum                                             | Disziplin                                         | Erster Platz                                                                                 | Zweiter Platz                                                                | Dritter Platz                                     |
| 27. Januar 1983 (Do.)                             | Einzel (20 km)                                    | Peter Angerer                                                                                | Andreas Schweiger                                                            | Frank Ullrich                                     |
| 28. Januar 1983 (Fr.)                             | Sprint (10 km)                                    | Eirik Kvalfoss                                                                               | Frank Ullrich                                                                | Odd Lirhus                                        |
| 30. Januar 1983 (So.)                             | Staffel (4 × 7,5 km)                              | Deutsche Demokratische RepublikMathias Jung Frank-Peter Roetsch Frank Ullrich Matthias Jacob | BR DeutschlandFranz Bernreiter Andreas Schweiger Peter Angerer Fritz Fischer | SowjetunionAlexejew Jerzikow Restow Taras Dolnyj  |

| 2. Weltcup in Antholz, 9. bis 12. Februar 1983 | 2. Weltcup in Antholz, 9. bis 12. Februar 1983 | 2. Weltcup in Antholz, 9. bis 12. Februar 1983                                               | 2. Weltcup in Antholz, 9. bis 12. Februar 1983                               | 2. Weltcup in Antholz, 9. bis 12. Februar 1983         |
| ---------------------------------------------- | ---------------------------------------------- | -------------------------------------------------------------------------------------------- | ---------------------------------------------------------------------------- | ------------------------------------------------------ |
| Datum                                          | Disziplin                                      | Erster Platz                                                                                 | Zweiter Platz                                                                | Dritter Platz                                          |
| 9. Februar 1983 (Mi.)                          | Einzel (20 km)                                 | Frank Ullrich                                                                                | Odd Lirhus                                                                   | Peter Angerer                                          |
| 11. Februar 1983 (Fr.)                         | Sprint (10 km)                                 | Algimantas Šalna                                                                             | Peter Angerer                                                                | Frank-Peter Roetsch                                    |
| 12. Februar 1983 (Sa.)                         | Staffel (4 × 7,5 km)                           | Deutsche Demokratische RepublikMathias Jung Frank-Peter Roetsch Frank Ullrich Matthias Jacob | SowjetunionDmitri Wassiljew Wladimir Alikin Algimantas Šalna Pjotr Miloradow | NorwegenEirik Kvalfoss Kjell Søbak Rognstad Odd Lirhus |

| Biathlon-Weltmeisterschaften in Antholz, 23. bis 27. Februar 1983 | Biathlon-Weltmeisterschaften in Antholz, 23. bis 27. Februar 1983 | Biathlon-Weltmeisterschaften in Antholz, 23. bis 27. Februar 1983          | Biathlon-Weltmeisterschaften in Antholz, 23. bis 27. Februar 1983                            | Biathlon-Weltmeisterschaften in Antholz, 23. bis 27. Februar 1983 |
| ----------------------------------------------------------------- | ----------------------------------------------------------------- | -------------------------------------------------------------------------- | -------------------------------------------------------------------------------------------- | ----------------------------------------------------------------- |
| Datum                                                             | Disziplin                                                         | Erster Platz                                                               | Zweiter Platz                                                                                | Dritter Platz                                                     |
| 23. Februar 1983 (Mi.)                                            | Einzel (20 km)                                                    | Frank Ullrich                                                              | Frank-Peter Roetsch                                                                          | Peter Angerer                                                     |
| 26. Februar 1983 (Sa.)                                            | Sprint (10 km)                                                    | Eirik Kvalfoss                                                             | Peter Angerer                                                                                | Alfred Eder                                                       |
| 27. Februar 1983 (So.)                                            | Staffel (4 × 7,5 km)                                              | SowjetunionSergei Bulygin Algimantas Šalna Juri Kaschkarow Pjotr Miloradow | Deutsche Demokratische RepublikMathias Jung Frank-Peter Roetsch Frank Ullrich Matthias Jacob | NorwegenØivind Nerhagen Kjell Søbak Eirik Kvalfoss Odd Lirhus     |

| 3. Weltcup in Lahti, 4. bis 5. März 1983 | 3. Weltcup in Lahti, 4. bis 5. März 1983 | 3. Weltcup in Lahti, 4. bis 5. März 1983 | 3. Weltcup in Lahti, 4. bis 5. März 1983 | 3. Weltcup in Lahti, 4. bis 5. März 1983 |
| ---------------------------------------- | ---------------------------------------- | ---------------------------------------- | ---------------------------------------- | ---------------------------------------- |
| Datum                                    | Disziplin                                | Erster Platz                             | Zweiter Platz                            | Dritter Platz                            |
| 4. März 1983 (Fr.)                       | Einzel (20 km)                           | Algimantas Šalna                         | Odd Lirhus                               | Fritz Fischer                            |
| 5. März 1983 (Sa.)                       | Sprint (10 km)                           | Algimantas Šalna                         | Eirik Kvalfoss                           | Dmitri Wassiljew                         |

| 4. Weltcup in Oslo, 9. bis 11. März 1983 | 4. Weltcup in Oslo, 9. bis 11. März 1983 | 4. Weltcup in Oslo, 9. bis 11. März 1983 | 4. Weltcup in Oslo, 9. bis 11. März 1983 | 4. Weltcup in Oslo, 9. bis 11. März 1983 |
| ---------------------------------------- | ---------------------------------------- | ---------------------------------------- | ---------------------------------------- | ---------------------------------------- |
| Datum                                    | Disziplin                                | Erster Platz                             | Zweiter Platz                            | Dritter Platz                            |
| 9. März 1983 (Mi.)                       | Einzel (20 km)                           | Dmitri Wassiljew                         | Johann Passler                           | Andreas Schweiger                        |
| 10. März 1983 (Do.)                      | Sprint (10 km)                           | Frank-Peter Roetsch                      | Peter Angerer                            | Johann Passler                           |
| 11. März 1983 (Fr.)                      | Staffel (4 × 7,5 km)                     | Sowjetunion                              | BR Deutschland                           | Norwegen                                 |

### Weltcupstände
| Endstand nach 10 Rennen (Top 10) |                     |        |       |
| \| Rang \| Name \| Punkte \| Siege \| \| ---- \| ------------------- \| ------ \| ----- \| \| 01 \| Peter Angerer \| 143 \| 1 \| \| 02 \| Eirik Kvalfoss \| 136 \| 2 \| \| 03 \| Frank Ullrich \| 134 \| 2 \| \| 04 \| Frank-Peter Roetsch \| 128 \| 1 \| \| 05 \| Odd Lirhus \| 126 \| 0 \| \| 06 \| Algimantas Šalna \| 122 \| 3 \| \| 07 \| Fritz Fischer \| 117 \| 0 \| \| 08 \| Johann Passler \| 117 \| 0 \| \| 09 \| Matthias Jacob \| 95 \| 0 \| \| 10 \| Alfred Eder \| 90 \| 0 \| |                     |        |       |
| Rang | Name                | Punkte | Siege |
| 01 | Peter Angerer       | 143    | 1     |
| 02 | Eirik Kvalfoss      | 136    | 2     |
| 03 | Frank Ullrich       | 134    | 2     |
| 04 | Frank-Peter Roetsch | 128    | 1     |
| 05 | Odd Lirhus          | 126    | 0     |
| 06 | Algimantas Šalna    | 122    | 3     |
| 07 | Fritz Fischer       | 117    | 0     |
| 08 | Johann Passler      | 117    | 0     |
| 09 | Matthias Jacob      | 95     | 0     |
| 10 | Alfred Eder         | 90     | 0     |